# Alois Vogels
Alois Vogels (* 4. Juni 1887 in  Langenberg; † 22. September 1964 in Düsseldorf) war ein deutscher Verwaltungsjurist und Landrat.

## Leben
Nach dem Abitur am Gymnasium Siegburg im Jahre 1905 studierte Alois Vogels Rechtswissenschaften an den Universitäten Universität Bonn und Universität München. Im Jahre 1908 wurde er Gerichtsreferendar und promovierte am 10. Februar 1911 mit der Dissertation „Die staatsrechtliche Stellung der Bundesratsbevollmächtigten“. Im Jahre 1912 trat er in die Zentrumspartei ein und wurde im November Gerichtsassessor beim Amtsgericht Gerresheim. April 1915 wechselte er zur probeweisen Beschäftigung bei der Bezirksregierung Gumbinnen. Im März 1920 wurde er Hilfsarbeiter im Preußischen Innenministerium und im Januar 1921 zum Regierungsrat ernannt. Mit der kommissarischen Verwaltung des Landratsamtes Büren wurde  er im Mai 1921 beauftragt. Am 1. November 1921 war die definitive Ernennung zum Landrat des Kreises Büren. Am 9. Februar 1925 wurde Vogels mit der vertretungsweisen Wahrnehmung des Landratsamtes Grevenbroich beauftragt und im folgenden Monat kommissarischer Landrat. Seine endgültige Ernennung zum Landrat des Kreises Grevenbroich war am 21. Juli 1925. Nach 4-jähriger Amtszeit wurde er am 31. Juli 1929 wegen der kommunalen Neugliederung in den einstweiligen Ruhestand versetzt. Im Oktober 1929 wechselte er zur Regierung Aachen und wurde im November 1929 mit der kommissarischen Verwaltung des Landratsamtes Steinfurt beauftragt. Im April 1930 war er definitiv Landrat des Kreises Steinfurt. Am 6. April 1933 wieder in den einstweiligen Ruhestand versetzt, wurde er Mitte 1933 der Bezirksregierung Düsseldorf überwiesen und ab dem 1. November 1933 Mitglied der Oberversicherungsamtes Düsseldorf. Nach dem Krieg war er von Mitte 1945 als Personalreferent beim Oberpräsidium Westfalen eingesetzt und wurde am 31. August 1945 als Leitender Regierungsdirektor zugleich Landrat des Kreises Steinfurt. Nach dem Umbau der Verwaltung durch die britische Militärregierung wurde Vogels im Frühjahr 1946 Oberkreisdirektor des Kreises Steinfurt. Im November 1946 wechselte er als Ministerialdirigent (Leiter der Abteilung „Verfassung und Verwaltung“) ins Innenministerium Düsseldorf. Am 31. Dezember 1952 ging Vogels in den Ruhestand.